# Dolicheremaeus taidinchani
Dolicheremaeus taidinchani är en kvalsterart som beskrevs av Sandór Mahunka 1976. Dolicheremaeus taidinchani ingår i släktet Dolicheremaeus och familjen Tetracondylidae. Inga underarter finns listade i Catalogue of Life.